# Caudron C.460
De Caudron C.460 en C.450 waren Franse laagdekker racevliegtuigen die werden gebouwd door vliegtuigfabriek Caudron. De toestellen waren speciaal gebouwd voor de Coupe Deutsch de la Meurthe-race in 1934. Er zijn totaal zes exemplaren van geproduceerd.

## Ontwerp en historie
De C.460 en C.450 uit 1934 kwamen voort uit de één jaar oudere C.362. De eenzitter vliegtuigen, ontworpen door vliegtuigingenieur Marcel Riffard, waren gebouwd van hout. Alleen de motorophanging, motorkap en brandstoftanks werden geconstrueerd van metaal. De vleugels waren uitgerust met split flaps en het stabilo had een variabele hoekinstelling. De toestellen werden voortgedreven door een 310 pk Renault omgedraaide (krukas boven, cilinderkoppen beneden) zescilinder lijnmotor met turbo. De propeller had een variabele spoed met twee standen.
Het grote verschil tussen de C.450 en C.460 was het landingsgestel, intrekbaar bij de C.460, vast bij de C.450. De C.461 was speciaal gebouwd voor de Coupe Deutsch de la Meurthe-competitie van 1936. Dit laatste toestel was iets groter en had een nieuwe beter gestroomlijnde cockpit..

## Resultaten
- 1934 Coupe Deutsch de la Meurthe: 1ste plaats voor de C.450, de C.460 werd derde door problemen met het intrekbare onderstel dat uitgeklapt bleef vastzitten. De C.460 zette einde 1934 wel een nieuw snelheidsrecord neer van 505,85 km/u.
- 1935 Coupe Deutsch de la Meurthe: 1ste plaats voor de C.460 (gem. 443,96 km/u).
- 1936 Thompson Trophy: 1ste plaats voor de C.460.
- 1936 Coupe Deutsch de la Meurthe: 1ste plaats voor de C.450 (gem. 389,46 km/u), aangezien de snellere C.461 tijdens de race zijn uitlaat verloor.

Een door de Wathen Aviation High School gebouwde C.460 replica, voorzien van een Fairchild Ranger motor, was te zien op de Paris Air Show in 2009.

## Voorgangers

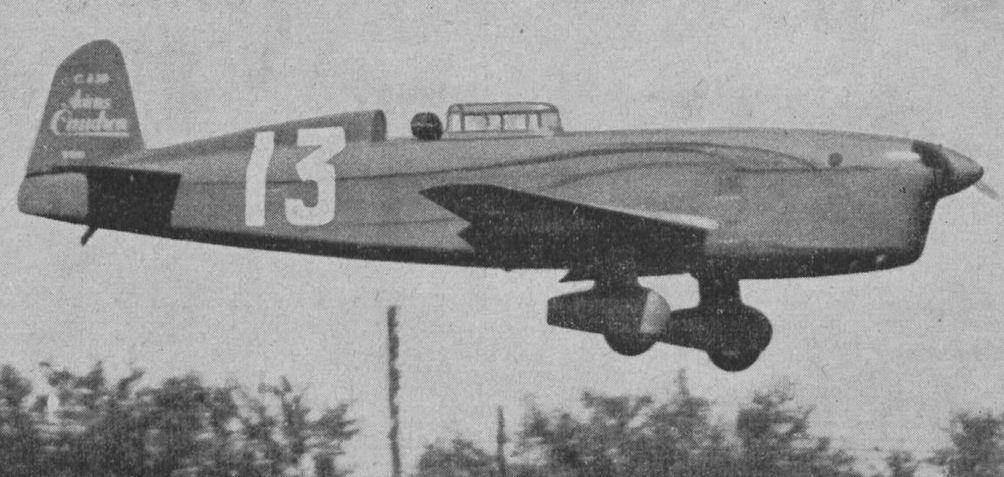
Voorganger van de C.460: de Caudron C.362 (1933)

C.362(1933) Voorganger van de C.460 met een Renault viercilinder lijnmotor van 170 pk. Maximumsnelheid: 350 km/u.
C.430 Rafale(eind 1933/begin 1934) Tandem tweezitter snel sportvliegtuig.

## Varianten

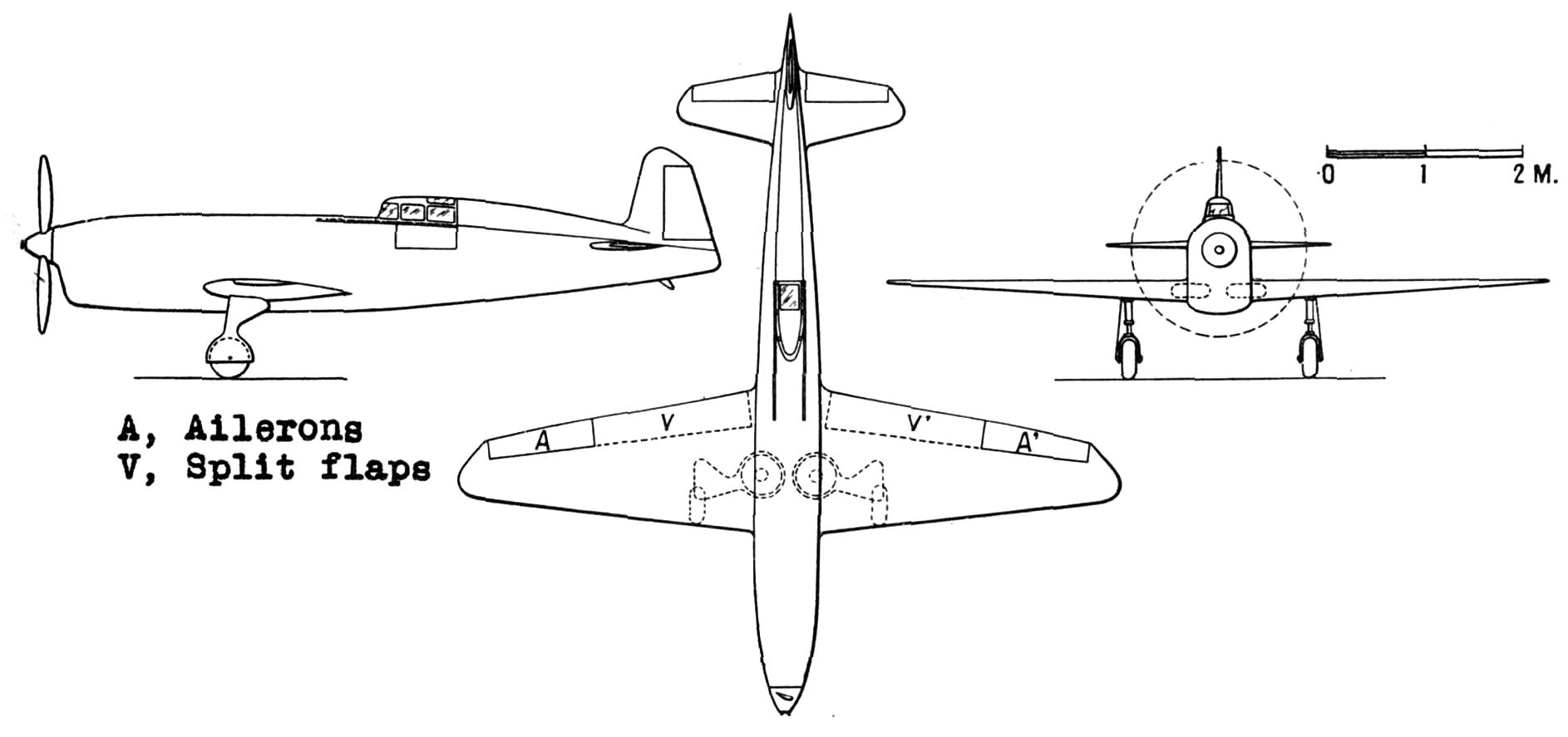
Caudron C.460, tekening met 3 aanzichten

C.450(1934) Vast onderstel, één hoofdligger in de vleugel (1 gebouwd)
C.460(1934) Intrekbaar onderstel, twee hoofdliggers in de vleugel (3 gebouwd)
C.461(1936) Iets groter toestel met een nieuw cockpit ontwerp (2 gebouwd)

## Vergelijkbare vliegtuigen
- Potez 53
- Macchi M.39
- Supermarine S.6B
- Bellanca 28-70